# Andrea Büttner (Künstlerin)
Andrea Büttner (* 1972 in Stuttgart) ist eine in Berlin lebende deutsche Künstlerin, die für ihre großformatigen Holzschnitte bekannt ist. In ihren Arbeiten setzt sie sich mit Themen wie Scham, Verlegenheit, Verletzbarkeit, Würde und Armut auseinander. Ihr künstlerisches Schaffen umfasst Druckgrafik, Zeichnung, Malerei und Hinterglasmalerei, Skulptur, Textilarbeiten, Installation, Fotografie, Video und Performance.

## Leben und Werk
In ihrer künstlerischen Praxis hinterfragt Andrea Büttner Wertesysteme und gesellschaftliche Konventionen und beleuchtet die Produktion, das Ausstellen und die Rezeption von Kunst. In ihren Rauminstallationen setzt sie Zeichnungen, Fotografien, Skulpturen sowie Film- und Klangarbeiten ein. In ihren Holzschnitten, aus denen sie in groben Gesten Negativformen herausarbeitet, erscheinen unter anderem Protagonisten der modernen Kunstgeschichte. Dieter Roth und Martin Kippenberger treffen sich auf der Seufzerbrücke, Wassily Kandinsky tritt in Tracht in bayrischer Landschaft auf, oder sie verwendet Schriftlösungen, wie in „All my favourite artists had problems with alcohol“.
Andrea Büttner wurde 2017 in der Shortlist für den Turner Prize geführt und wurde international mit verschiedenen Auszeichnungen gewürdigt. 2010 wurde ihr der Max Mara Kunstpreis für Frauen zuerkannt, den die Londoner Whitechapel Art Gallery in Zusammenarbeit mit dem Modehaus Max Mara vergibt. Die Auszeichnung war mit einem sechsmonatigen Stipendium in Italien verbunden, bei dem Büttner die künstlerische Praxis der Arte Povera untersuchte. Ihr Schaffen ist Gegenstand zahlreicher Einzelausstellungen, unter anderem im Kunstmuseum Basel, in der Kunstsammlung Nordrhein-Westfalen, Düsseldorf, Bergen Kunsthall, Kunst Halle Sankt Gallen, Hammer Museum Los Angeles, Staatsgalerie Stuttgart, Museum Ludwig Köln, MMK Frankfurt am Main und im Walker Art Center Minneapolis. Sie hat an der Documenta 13 in Kassel und Kabul, an der 33. und 29. São Paulo Biennale teilgenommen. Ihre Werke sind in bedeutenden Sammlungen wie der Tate in London, dem Museum of Modern Art in New York, dem Lenbachhaus in München, der Hamburger Kunsthalle oder der Reina Sofia in Madrid vertreten.
Büttner studierte Bildende Kunst an der Universität der Künste Berlin bei Dieter Hacker sowie Philosophie und Kunstgeschichte an der Eberhard Karls Universität Tübingen und an der Humboldt-Universität zu Berlin. 2008 wurde sie am Royal College of Art in London mit einer Dissertation zu Perspectives on Shame and Art promoviert. 2012 wurde Büttner zur Professorin für das Fach Zeichnen an die Johannes Gutenberg-Universität Mainz berufen. Seit 2017 lehrt sie als Professorin für Kunst im zeitgenössischen Kontext an der Kunsthochschule Kassel.
Andrea Büttner wird von Hollybush Garden, Jan Mot, David Kordansky und Galerie Tschudi vertreten.

## Preise
- 2017: Turner Prize, London (Shortlist)[3]
- 2012: 1822-Kunstpreis, Frankfurt am Main
- 2010: Max Mara Kunstpreis für Frauen, London
- 2009: Maria Sibylla Merian-Preis, Wiesbaden
- 2005: British Institution Award, London
- 2025: Siegerin beim "Internationalen Kunstwettbewerb Kölner Dom"[4]

## Ausstellungen
- 2023 Andrea Büttner. Der Kern der Verhältnisse, Kunstmuseum Basel, Schweiz
- 2023: No Fear, No Shame, No Confusion, K21 Kunstsammlung Nordrhein-Westfalen, Düsseldorf
- 2022: Shepherds and Kings, Johanniterkirche (Feldkirch), Österreich
- 2021: Triebe, Galerie Tschudi, Schweiz
- 2019 What is so terrible about craft, Kunstverein München, München
- 2018 Shepherds and Kings, Bergen Kunsthall, Bergen, Norwegen
- 2017 Hammer Projects: Andrea Büttner, Armand Hammer Museum of Art, UCLA, Los Angeles, USA
- 2017 Andrea Büttner «Gesamtzusammenhang», Kunsthalle St. Gallen, St. Gallen, Schweiz
- 2016 Andrea Büttner, Musée régional d’Art contemporain Occitanie, Frankreich
- 2016 Looking at…: Andrea Büttner, Staatsgalerie Stuttgart, Stuttgart
- 2016 Beggars and iPhones, Kunsthalle Wien, Vienna, Austria
- 2016 Little Sisters: Lunapark Ostia, Staatsgalerie Stuttgart, Stuttgart
- 2015 Andrea Büttner, Walker Art Center, Minneapolis, USA
- 2014/15 Andrea Büttner. 2, Museum Ludwig, Cologne (kuratiert von Julia Friedrich)
- 2014 BP Spotlight: Andrea Büttner, Tate Britain, London, England
- 2014 Piano Destructions, Walter Phillips Gallery, The Banff Centre, Banff, Kanada
- 2014 Andrea Büttner: Hidden Marriage, National Museum Cardiff, Wales
- 2014 Andrea Büttner, The Douglas Hyde Gallery, Dublin, Ireland
- 2014 Before Normal: Concept after Concept, Museet for Samtidskunst, Roskilde, Dänemark
- 2014 New Habits, Casco – Office for Art, Design and Theory, Utrecht, Niederlande
- 2013 Andrea Büttner, Barbara Gross Galerie, München
- 2013 Andrea Büttner — Little Sisters: Lunapark Ostia, Tramway, Glasgow, UK
- 2013 Andrea Büttner, Milton Keynes Gallery, Milton Keynes, UK
- 2013 Andrea Büttner, MMK Museum für Moderne Kunst, Frankfurt
- 2013 Andrea Büttner / Joëlle de La Casinière / Gareth Moore, Catriona Jeffries, Vancouver, Kanada
- 2013 The Assistants, David Kordansky Gallery, Los Angeles, USA
- 2013 No fear, No shame, No confusion, Triangle Frankreich, Marseille, Frankreich
- 2012 dOCUMENTA (13), Kassel und Kabul, Afghanistan
- 2012 Andrea Büttner, International Project Space, Birmingham, UK
- 2012 Moos/Moss, Hollybush Gardens, London, UK
- 2012 Soundworks, Institute of Contemporary Arts, London, UK
- 2012 Brannon, Büttner, Kierulf, Kierulf, Kilpper, Bergen Kunsthall, Bergen, Norwegen
- 2011 The Poverty of Riches, Whitechapel Gallery, London, UK und Collezione Maramotti, Reggio Emilia, Italien
- 2011 Three New Works, Artpace, San Antonio, Texas, USA
- 2009 The young people visiting our ruins see nothing but a style, Galleria d’Arte Moderna, Turin, Italien
- 2007 On the spot #1 – Andrea Büttner, Badischer Kunstverein, Karlsruhe; Pensee Sauvage, Frankfurter Kunstverein, Frankfurt
- 2006 7. Werkleitz Biennale 2006, Halle
- 2004 In erster Linie, Fridericianum (Kassel)

## Publikationen
- Shame, artist’s book, published by Koenig Books, London, UK ISBN 978-3-96098-740-6
- Beggar, artist’s book, published by Koenig Books, London, UK ISBN 978-3-96098-343-9
- Immanuel Kant. Kritik der Urteilskraft, hrsg. vom Museum Ludwig, Felix Meiner, Hamburg 2014 (vollständiger Text von Immanuel Kant in der Ausgabe von Heiner F. Klemme), erschienen anlässlich der Andrea-Büttner-Ausstellung vom 5. September 2014 bis 15. März 2015 im Museum Ludwig Köln, ISBN 978-3-7873-2759-1
- Hidden Marriages, Gwen John and Moss, artist’s book with essays by Lily Foster and Ray Tangney, edited by Ben Borthwick, Koenig Books, London, UK, ISBN 978-3-86335-609-5
- Glass, Douglas Hyde Gallery, Dublin, Ireland, ISBN 978-1-905397-45-7
- Andrea Büttner, MMK Museum für Moderne Kunst Frankfurt am Main and MK Gallery, Milton, ISBN 978-3-86335-326-1